# Aréquier
Areca catechu
Espèce

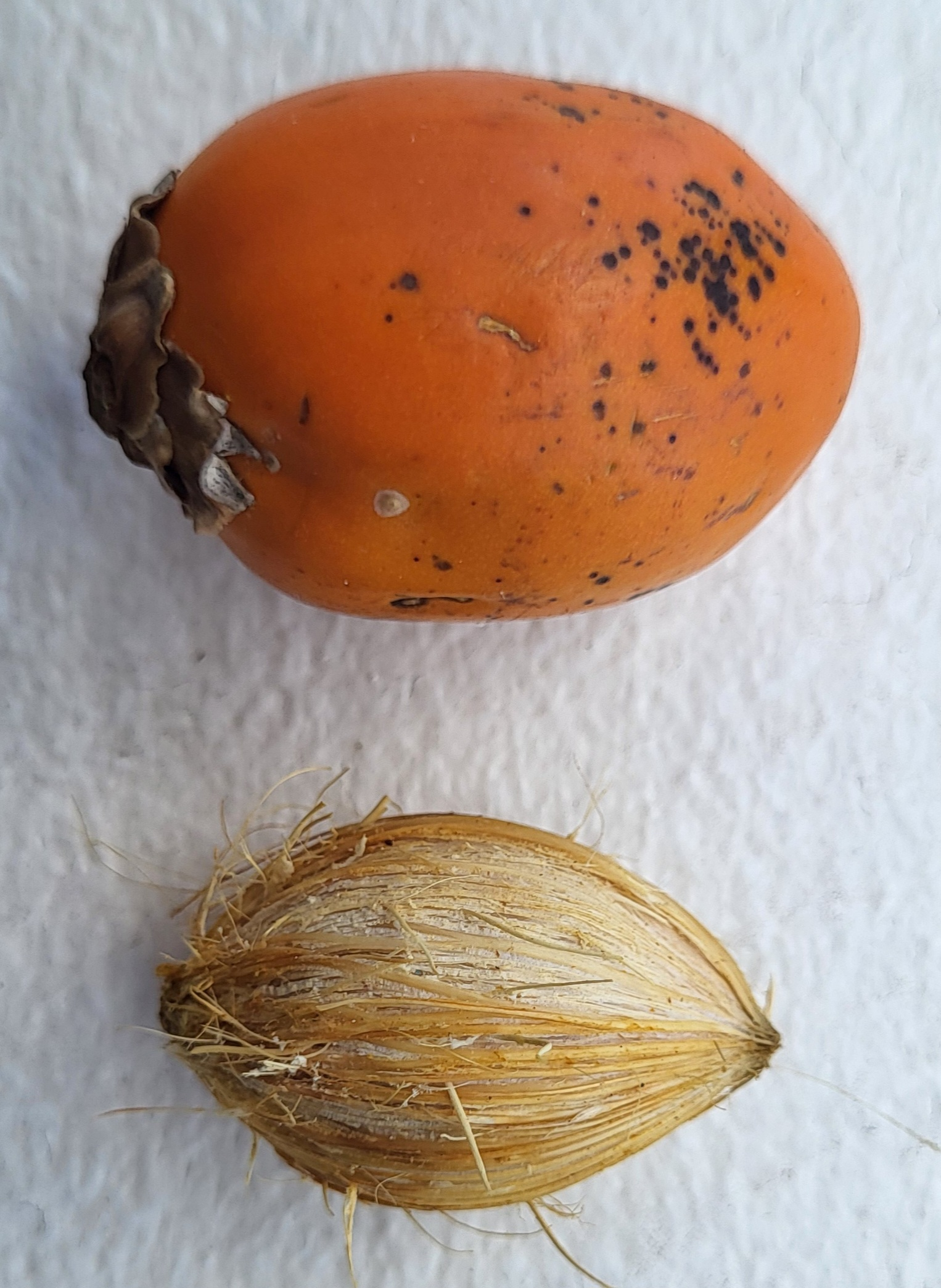
Noix d'arec avant et après épluchage.

L'aréquier (Areca catechu), est une espèce de palmiers originaire des Philippines. Il appartient au genre Areca, de la famille des Arecaceae. Le nom vernaculaire palmier à bétel est sujet à confusion avec une autre plante, le bétel (Piper betle).
Ses fruits rouge orangé, connus sous le nom de noix d'arec  servent à confectionner une chique de bétel, consommée traditionnellement dans une grande partie de l'Asie. La noix d'arec est un des stimulants les plus importants du monde, utilisée par 200 à 400 millions de personnes.
L’aréquier est cultivé en Inde et en Asie du Sud-Est pour son fruit. L’Inde est largement le premier producteur mondial de noix d’arec (avec 60 % de la production mondiale). La production étant encore peu mécanisée, pour récolter les noix d’arec, un homme doit grimper à la force des jambes et des bras en haut des palmiers. Après avoir débarrassé le fruit de son écale fibreuse, la graine est généralement bouillie puis séchée au soleil (mais reste encore appelée noix d'arec ou improprement noix de bétel). Enrobée dans une feuille de bétel avec de la chaux, la graine de l’aréquier est l’un des ingrédients toniques et aromatiques de la chique de bétel.

## Nomenclature et étymologie
En 1753, Linné désigna ce palmier par le  nom binomial Areca  catechu (ou plus exactement Areca cathecu, avec le h mal positionné) en se basant sur la planche IV de Georg Everhard Rumphius de Herbarium Amboinense. Cette figure a été par la suite sélectionnée par Moore & Dransfield (1979) comme lectotype de A. catechu.

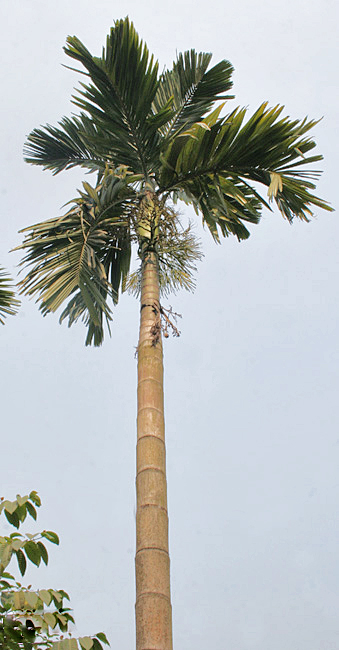
Areca catechu, Bengale

Le terme areca avait déjà été employé par Antonio Pigafetta, le chroniqueur italien du XVIe siècle qui participa au premier voyage autour du monde sous les ordres de Magellan et Juan Sebastián Elcano. Il indique que l'areca est « un fruit de Malaisie et d'Asie... Ceste gent [des Philippines] maschent tousiours ung fruict quilz appellent Areca [...] » (traduction française du Le voyage ...de..Antonio Pigaphetta, 1525). Le terme areca serait emprunté selon le docteur Garcia da Orta (1501-1568) au malayalam (une langue dravidienne du sud de l’Inde) അരക്ക (arakka).
Rumphius (1627-1702) était un remarquable botaniste pré-linnéen qui, parti vivre en Indonésie, avait donné une description précise de l'arbre sous le nom de pinanga  (Herbarium Amboinense, 1741). Linné, qui le cite, lui donna l'épithète spécifique de catechu parce que, nous dit Buffon « il croyait, d'après les écrits des voyageurs, qu'on en retirait le cachou » ; en note, il précise : « on sait aujourd'hui que le cachou est le suc épaissi des fruits du mimosa catechu ». Il dénomme d'ailleurs l'arbre arec cachou ou de l'Inde.
L’usage très répandu de la noix d’arec avec le bétel (Piper betle) et du cachou (Senegalia catechu l’acacia à cachou) a entrainé une grande confusion des noms dans toutes les langues. Ainsi la noix d’arec est souvent appelée « noix de bétel » et dès l’origine de la dénomination scientifique, l’épithète spécifique catechu (dans le nom linnéen Areca catechu) fait référence au cachou car l'aréquier est l'une des sources de cette teinture. De même, le nom vernaculaire d’Areca catechu est « palmier à bétel ».

## Synonymes
Les synonymes homotypiques sont
- Areca faufel Gaertn. in Fruct. Sem. Pl. 1: 19 (1788), nom. superfl. (nom illégitime)
- Areca hortensis Lour. in Fl. Cochinch.: 568 (1790), nom. superfl.

## Description
Le stipe de l’Areca catechu est solitaire, svelte et annelé, il est vert dans sa partie jeune et les cicatrices foliaires sont peu marquées pour un palmier.
Il mesure de 15 à 20 m, et même encore plus d'après Heatubun & al  qui indiquent 15-25(-30) m en Malaisie orientale voire 30 m d'après Andreas Bärtels. Son diamètre de 10–20 cm très modeste pour cette hauteur, lui donne un air svelte et élancé.
Les feuilles mesurent jusqu’à 2 m de long et sont pennées et récurvées. Le pétiole court ne fait pas plus de 5 cm de long. Le rachis (jusqu'à 2 m) porte entre 20 et 30 pennes de chaque côté, régulièrement et étroitement disposées ; les pennes médianes font de 30 à 60 cm de longueur sur 3 à 7 cm à mi-longueur. Les gaines foliaires entourent le haut du stipe pour former un tube lisse de 0,5 à 1 mètre de long, légèrement enflé, appelé le manchon foliaire.
L'espèce est monoïque c'est-à-dire que les fleurs mâles et femelles sont séparées sur la même inflorescence, émergeant en dessous de la couronne de feuilles, à la base du manchon foliaire. Les fleurs mâles caduques sont solitaires et comportent 6 étamines. Les fleurs sont disposées d’une manière caractéristique: une fleur femelle entre deux fleurs mâles disposées en nombre réduit à la base de la rachillae. Sur la partie restante de la rachillae, les fleurs mâles sont disposée en position alternée sur deux lignes opposées. Les fleurs sont jaune pâle et parfumées. Un pourcentage important (de 33 à |55 %) de fleurs femelles ne donnent pas de fruit.
Les fruits sont des drupes ovoïdes, jaune-orangé ou orange à maturité, et atteignent 6 cm de diamètre. Un péricarpe fibreux entoure la graine (formée de l’albumen, l’embryon et le tégument). L'albumen présente des structures des replis caractéristiques rougeâtres qui augmentent sa surface d'échange (on dit que l'albumen est ruminé). La graine est une masse ovoïde de 2 cm de diamètre, de couleur brun cannelle. Les fruits mettent de 6 à 8 mois à mûrir et passent du vert au jaune orangé ou au rouge écarlate.

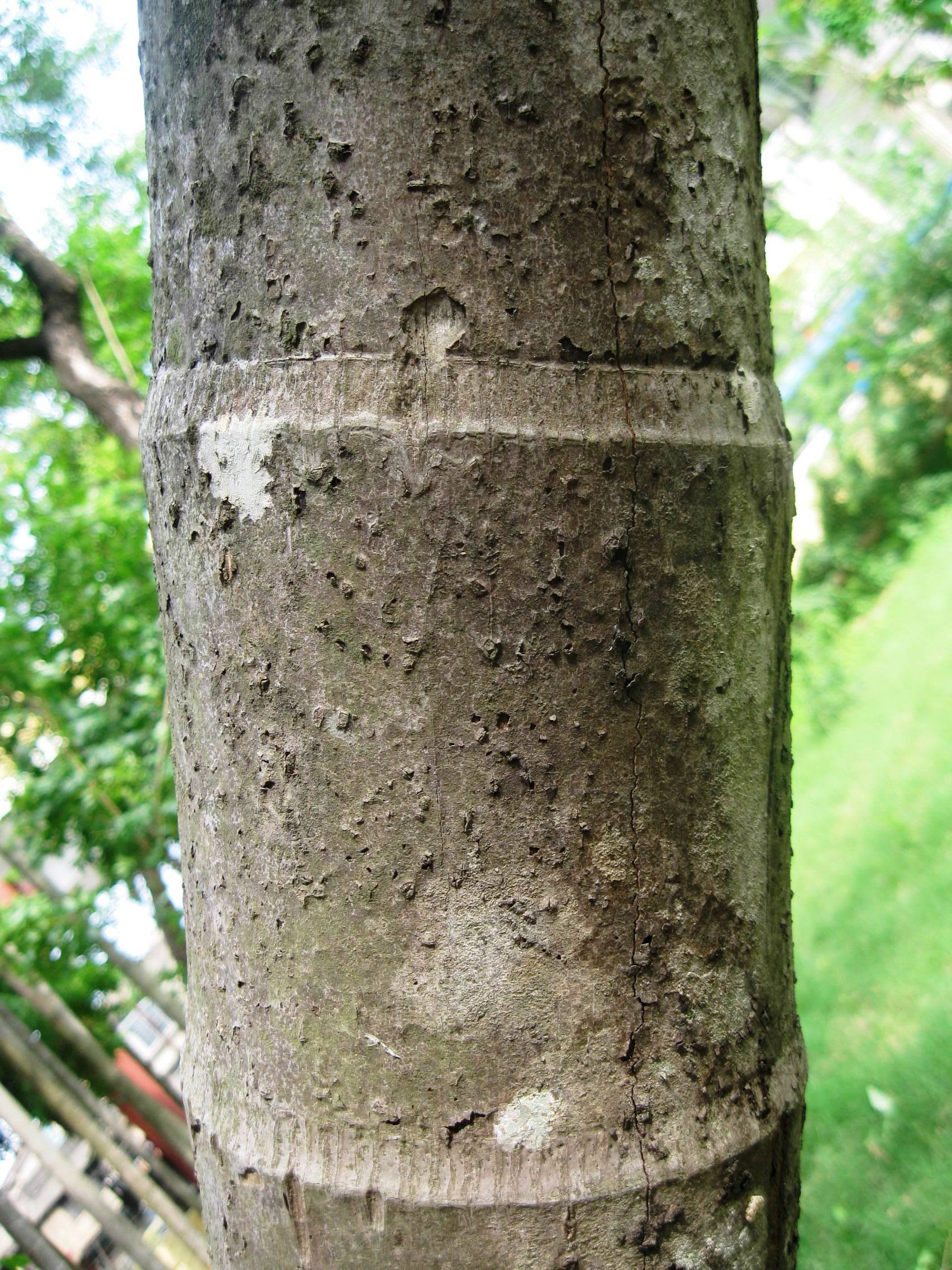
Stipe âgé
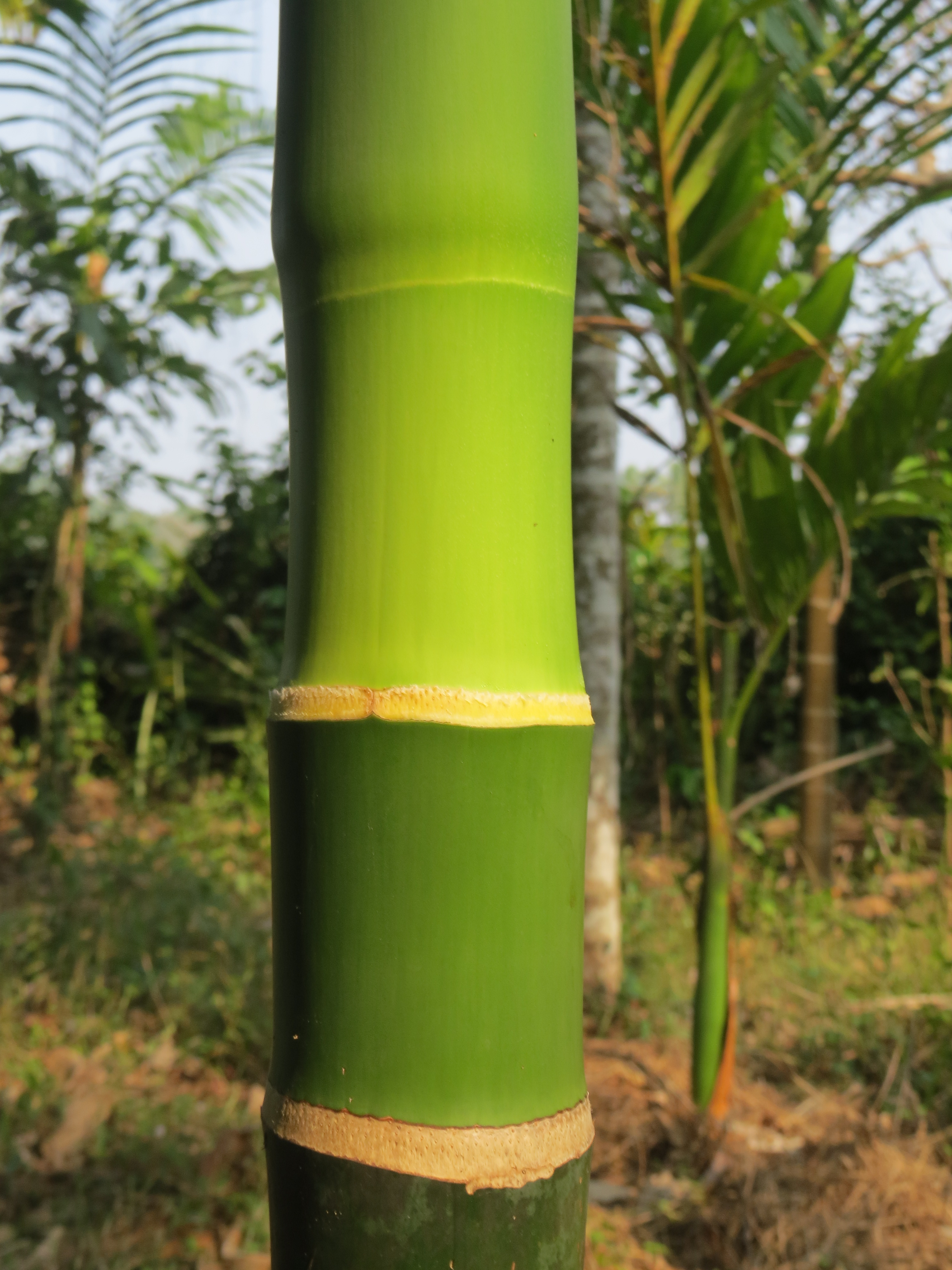
Stipe jeune
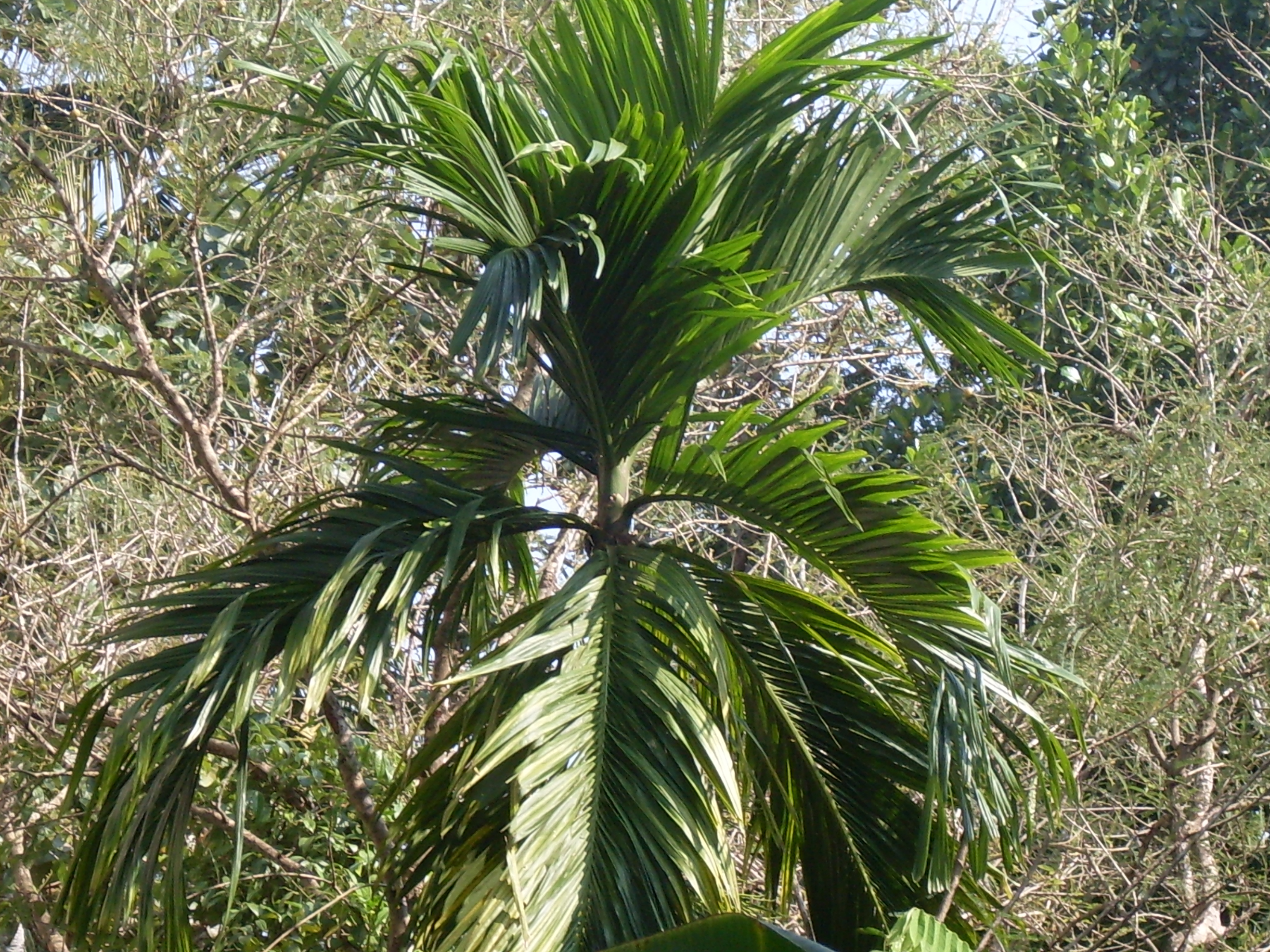
Couronne
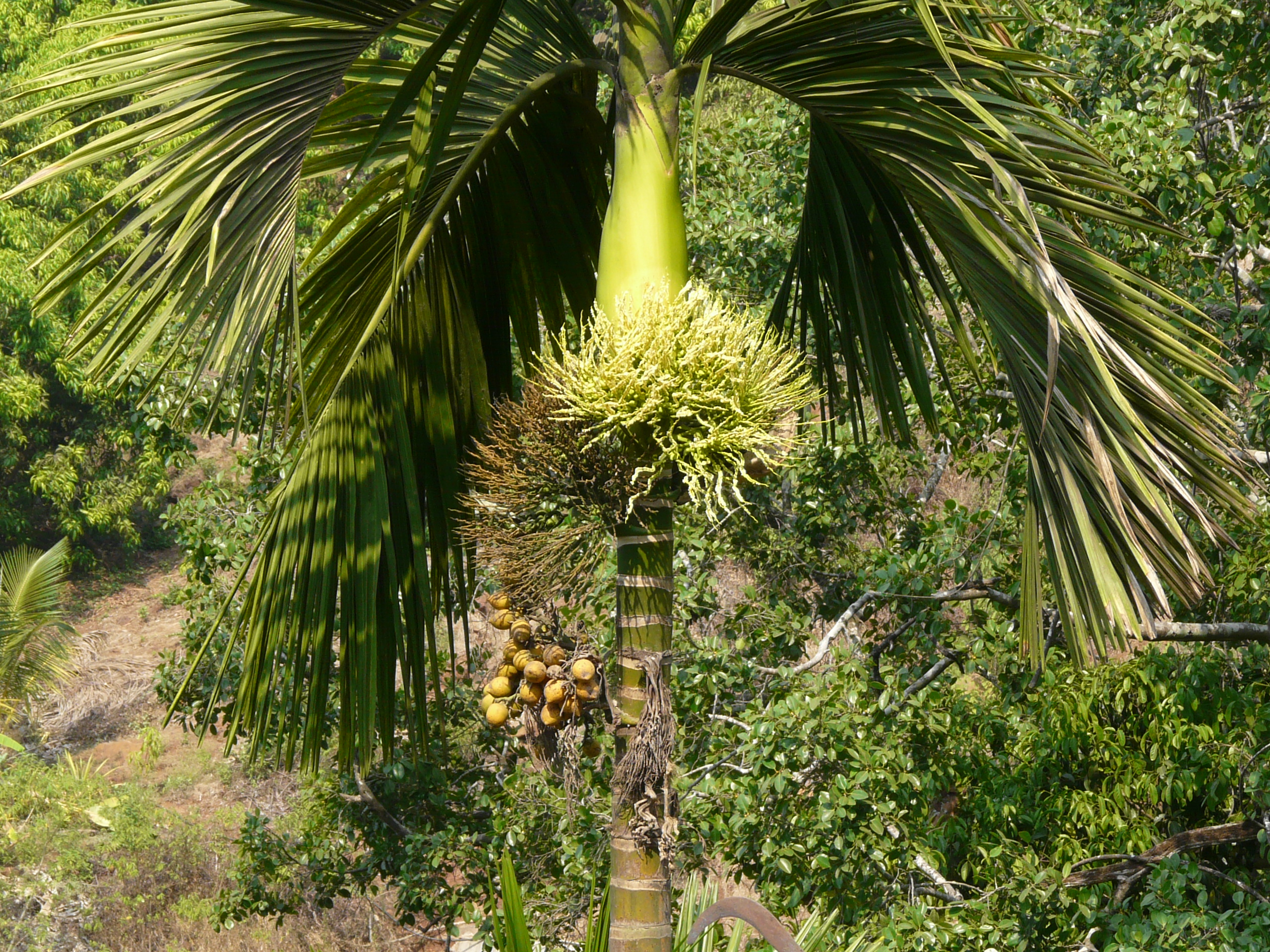
Feuille pennée, manchon foliaire lisse, infloresc.
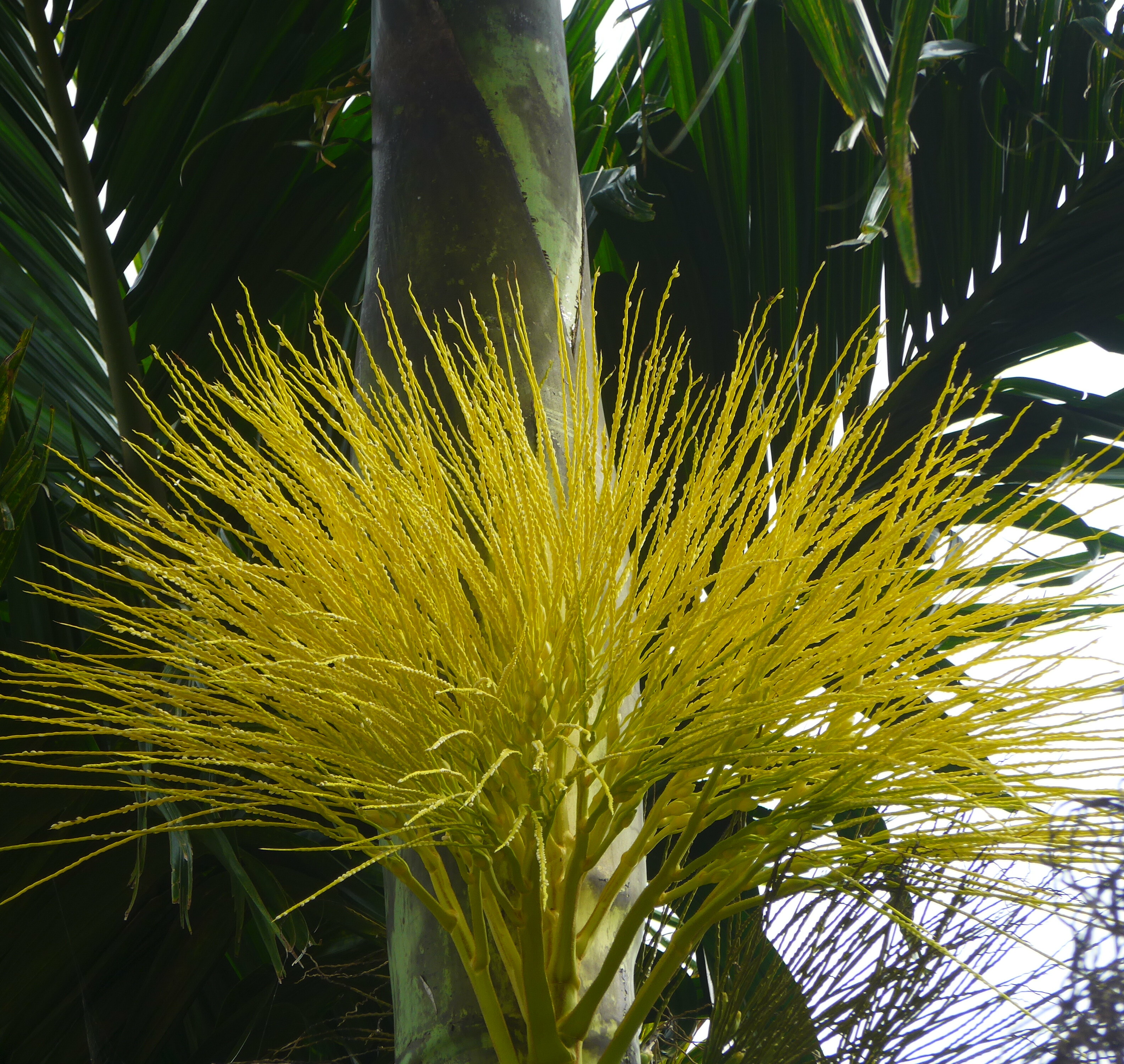
Inflorescence

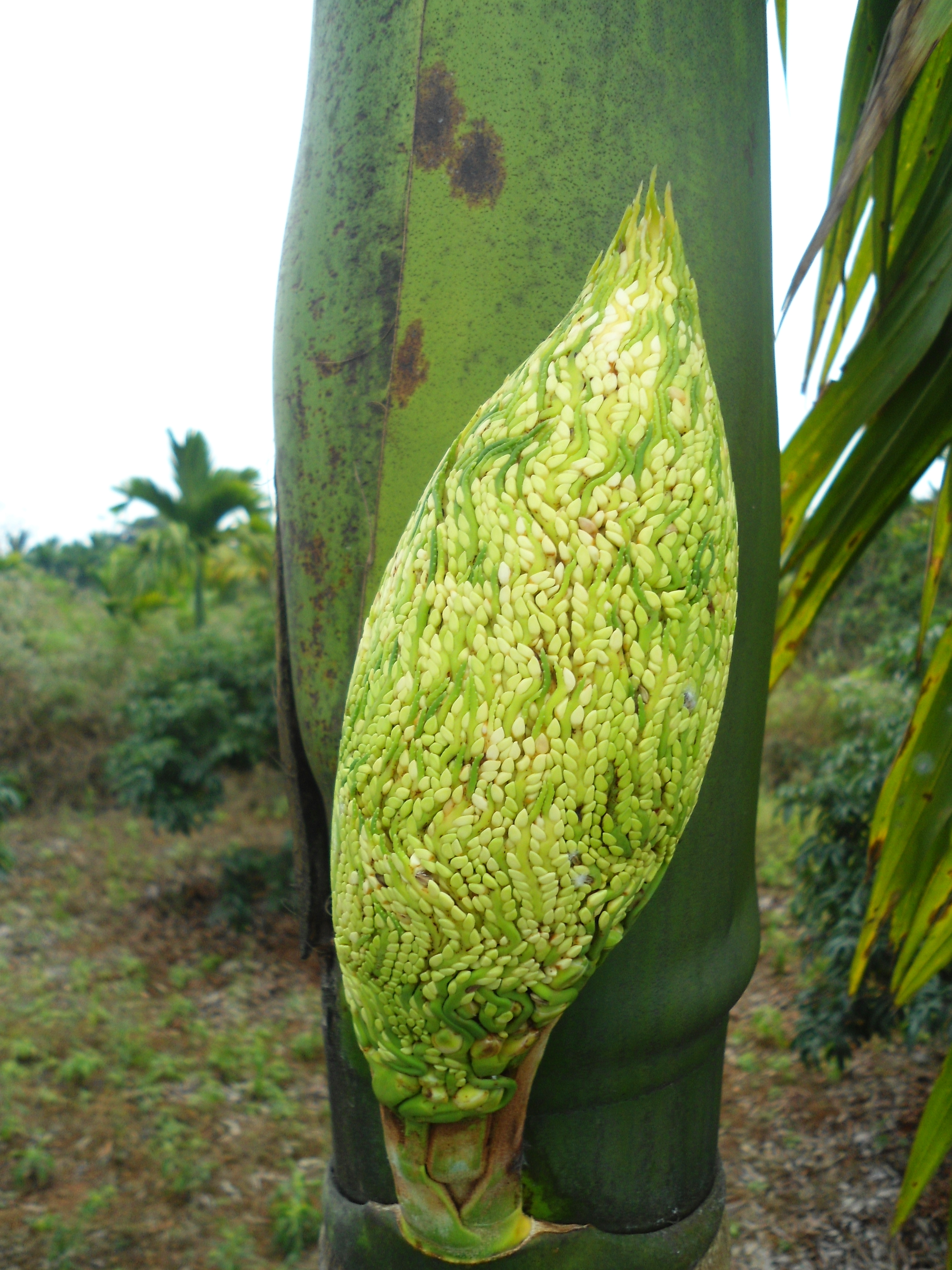
Inflorescence en bouton
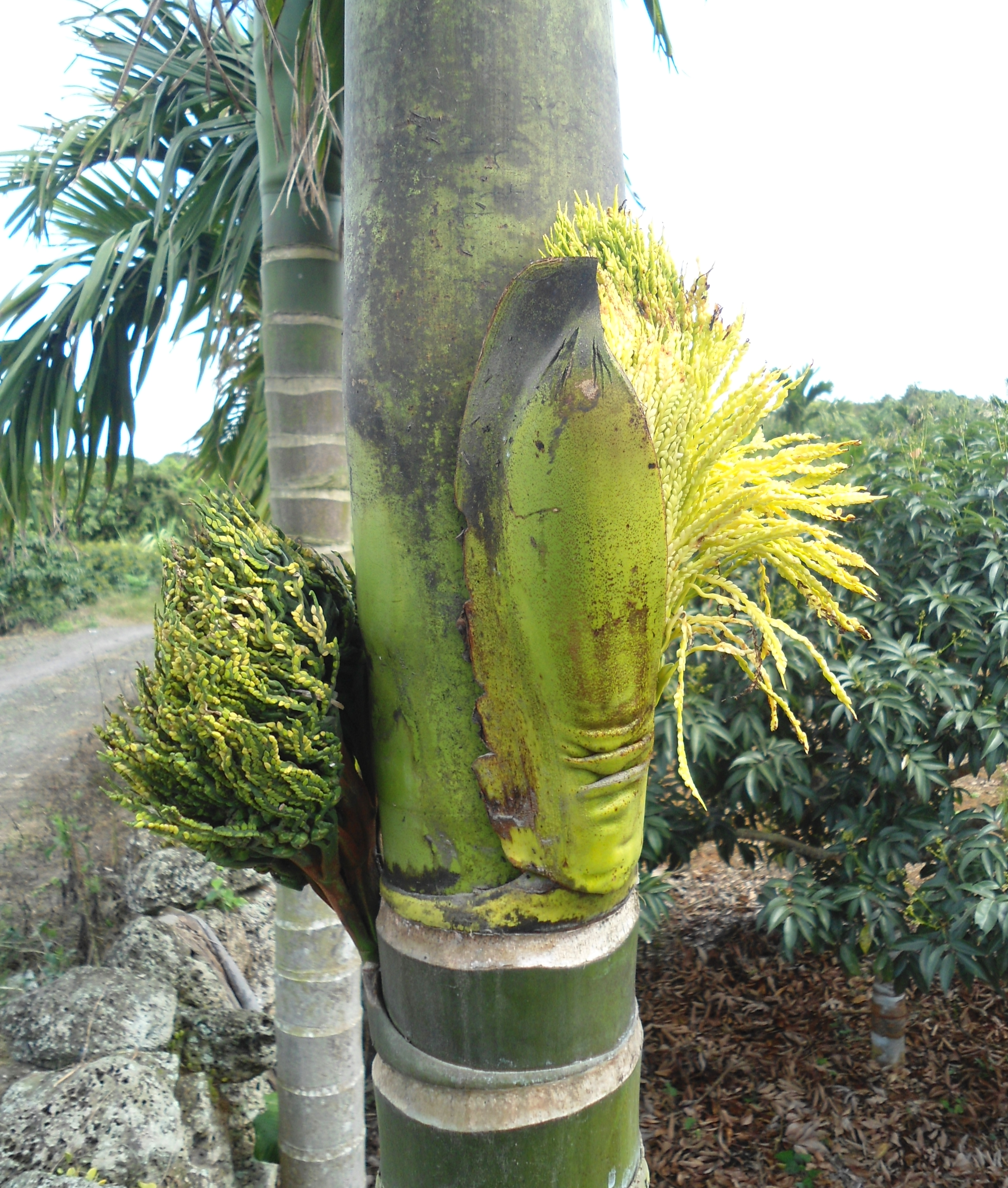
Inflorescence enchâssée par deux spathes
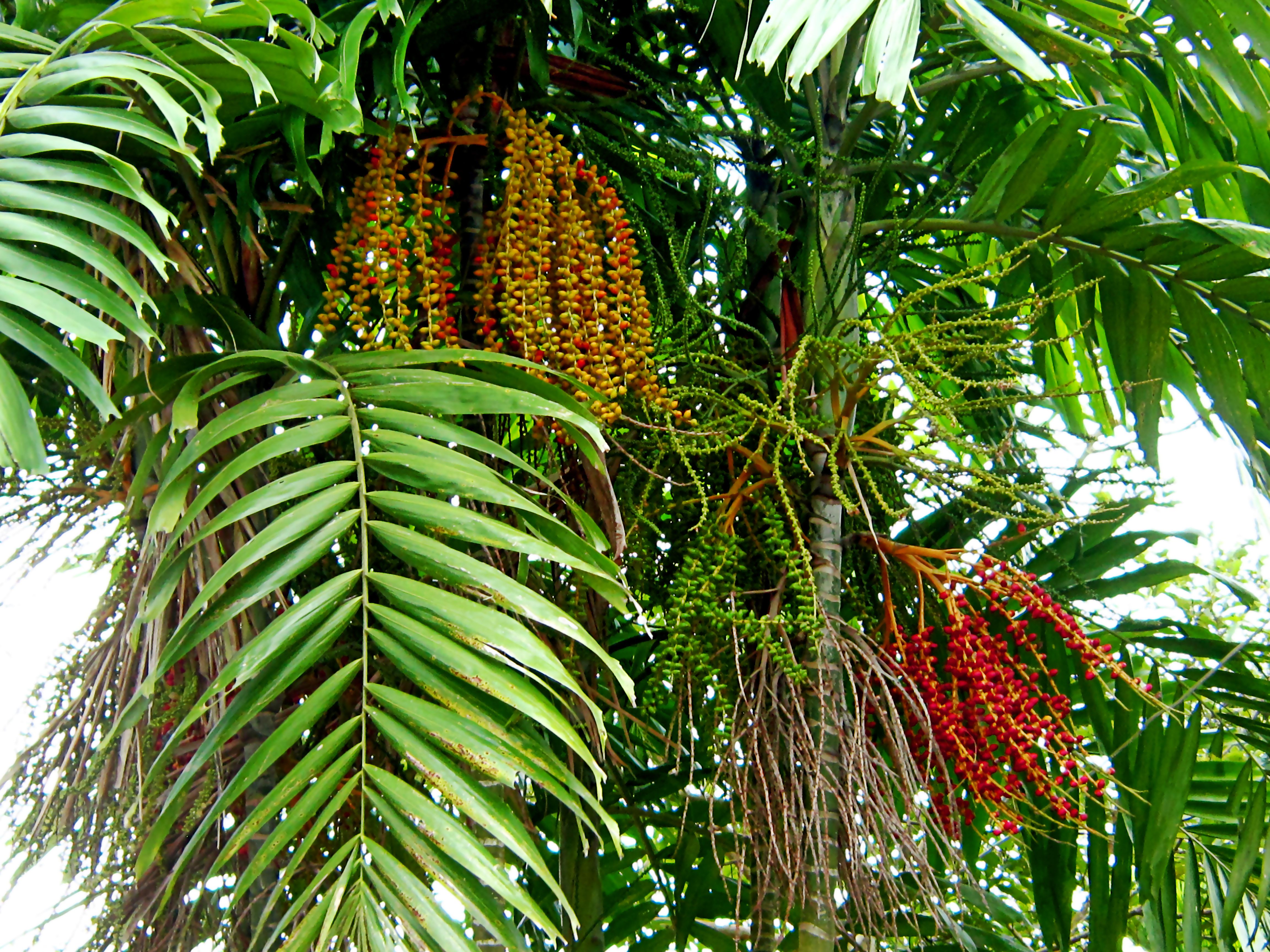
Diverses maturités de fruits
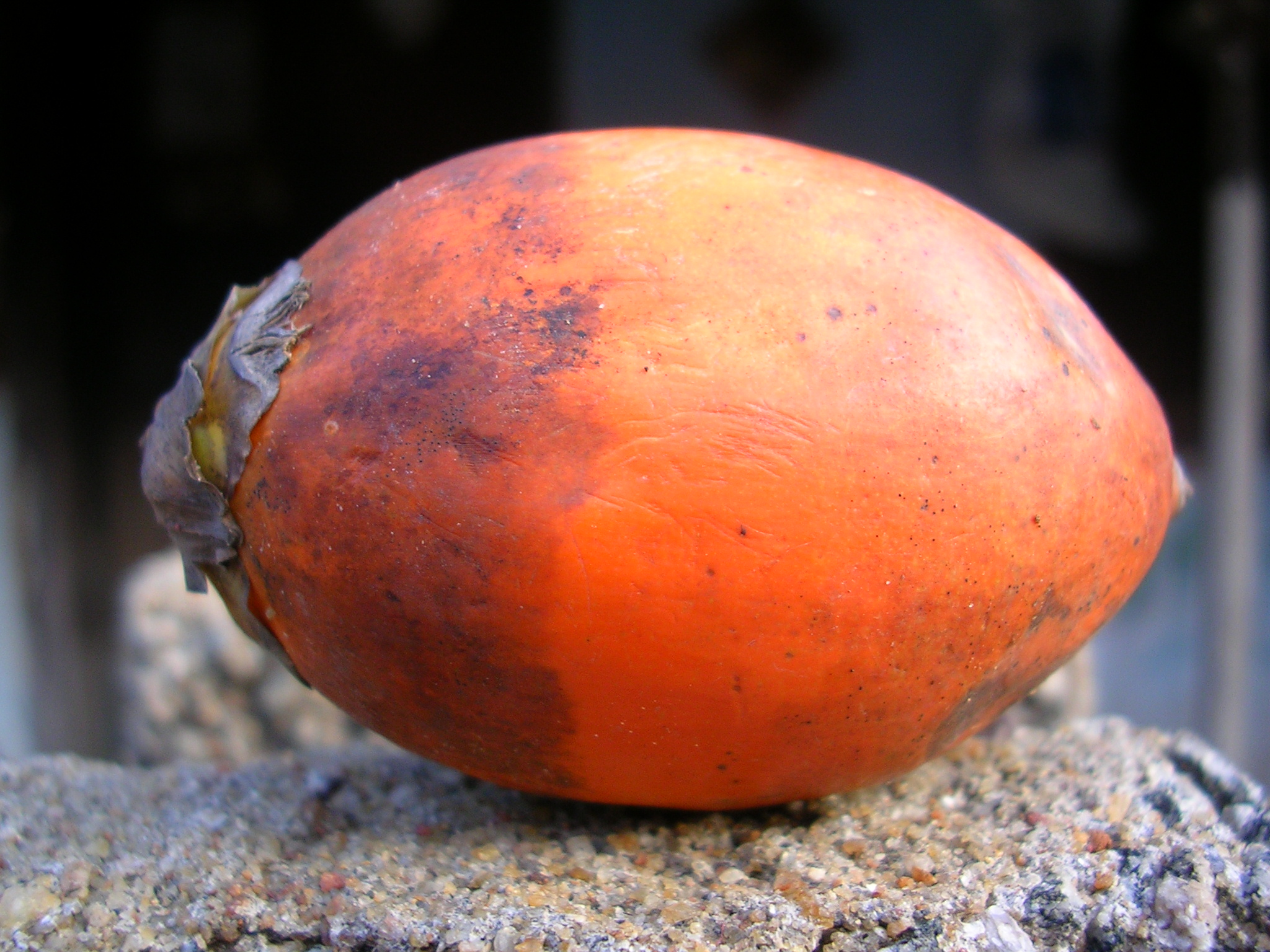
Noix d’arec mûre
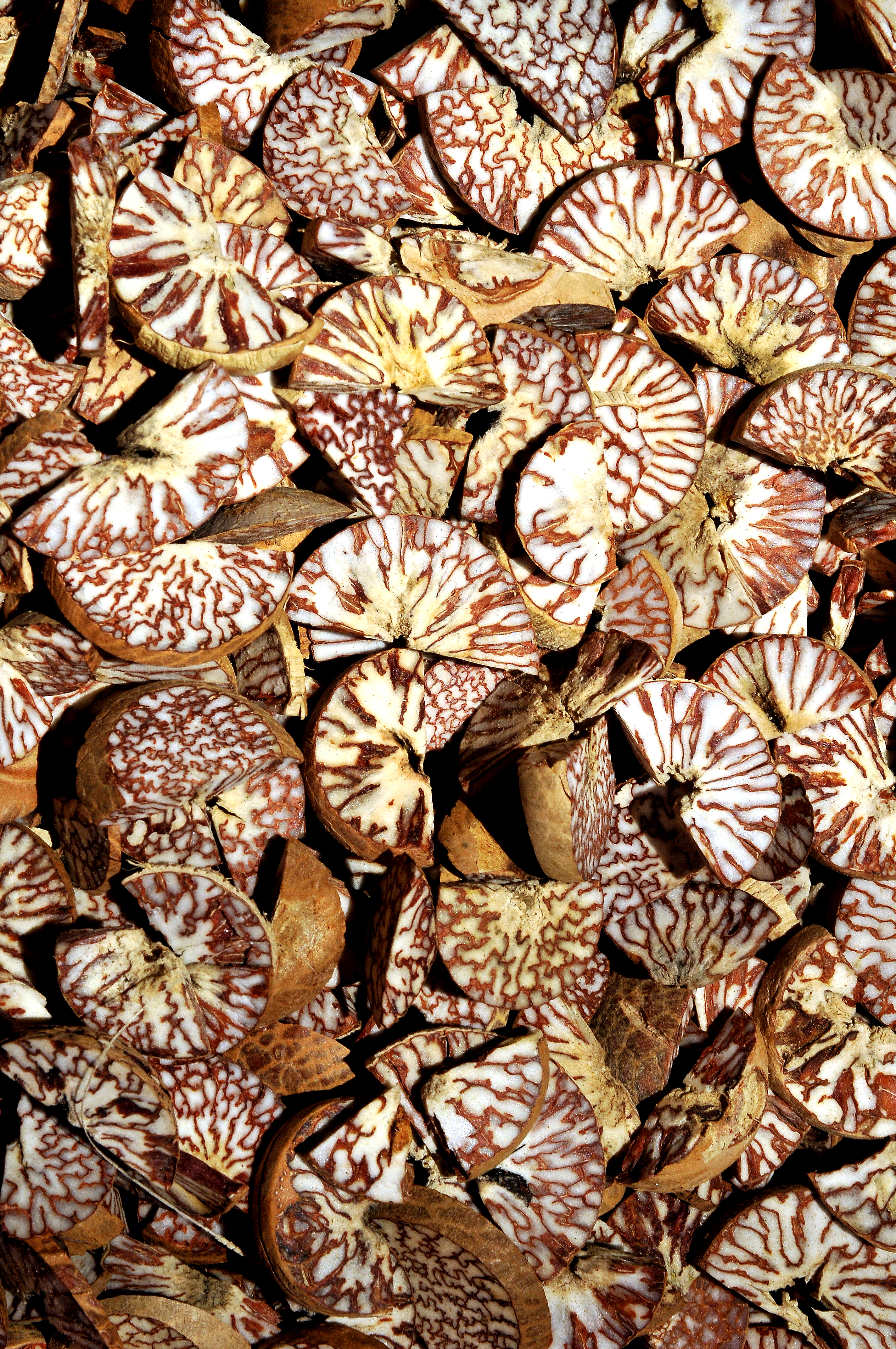
Graines fendues
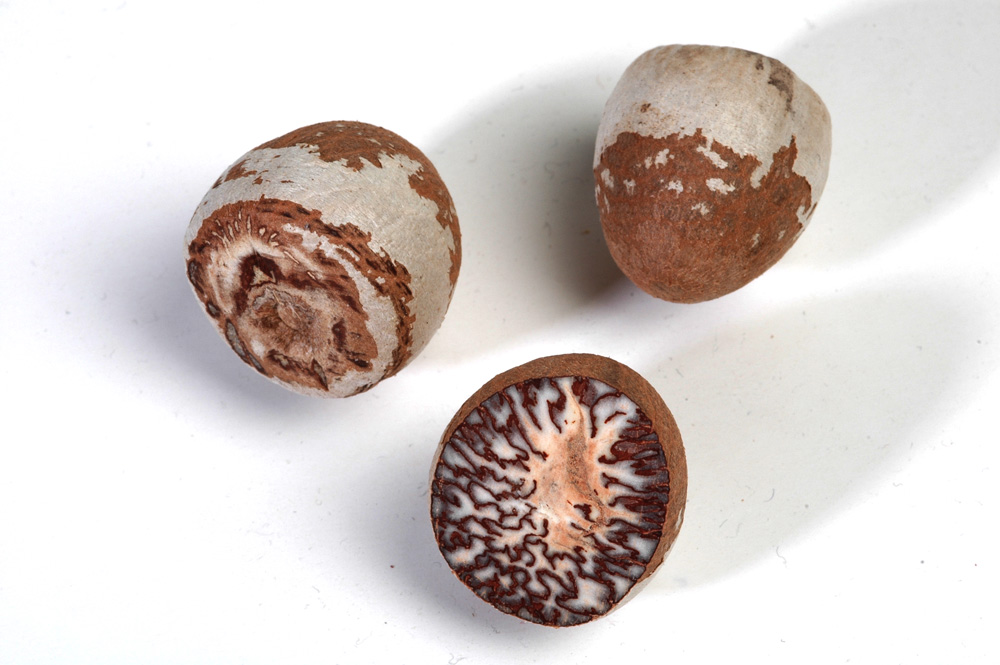
Albumen ruminé

## Habitat et répartition
L'aréquier pousse en climat tropical humide. Comme il est très cultivé, son origine exacte est obscure, peut-être les Philippines (ou la Malaisie). Il aurait été introduit en Inde,.
Pour POWO, l’espèce est originaire des Philippines et a été introduite aux îles Andaman, Bangladesh, Archipel de Bismarck, Bornéo, Cambodge, Îles Carolines, Chine Centre-Sud, Comores, République dominicaine, Himalaya oriental, Fidji, Hainan, Haïti, Inde, Jamaïque, Java, Laos, Îles-sous-le-Vent britanniques, Petites îles de la Sonde, Malaisie péninsulaire, Maldives, Maluku (Moluques), îles Mariannes, Nouvelle-Guinée, Nicobar, Puerto Rico, Santa Cruz, Îles de la Société, Solomon, Sri Lanka, Sulawesi, Sumatra, Taïwan, Thaïlande, Trinidad-Tobago, Vanuatu, Vietnam.

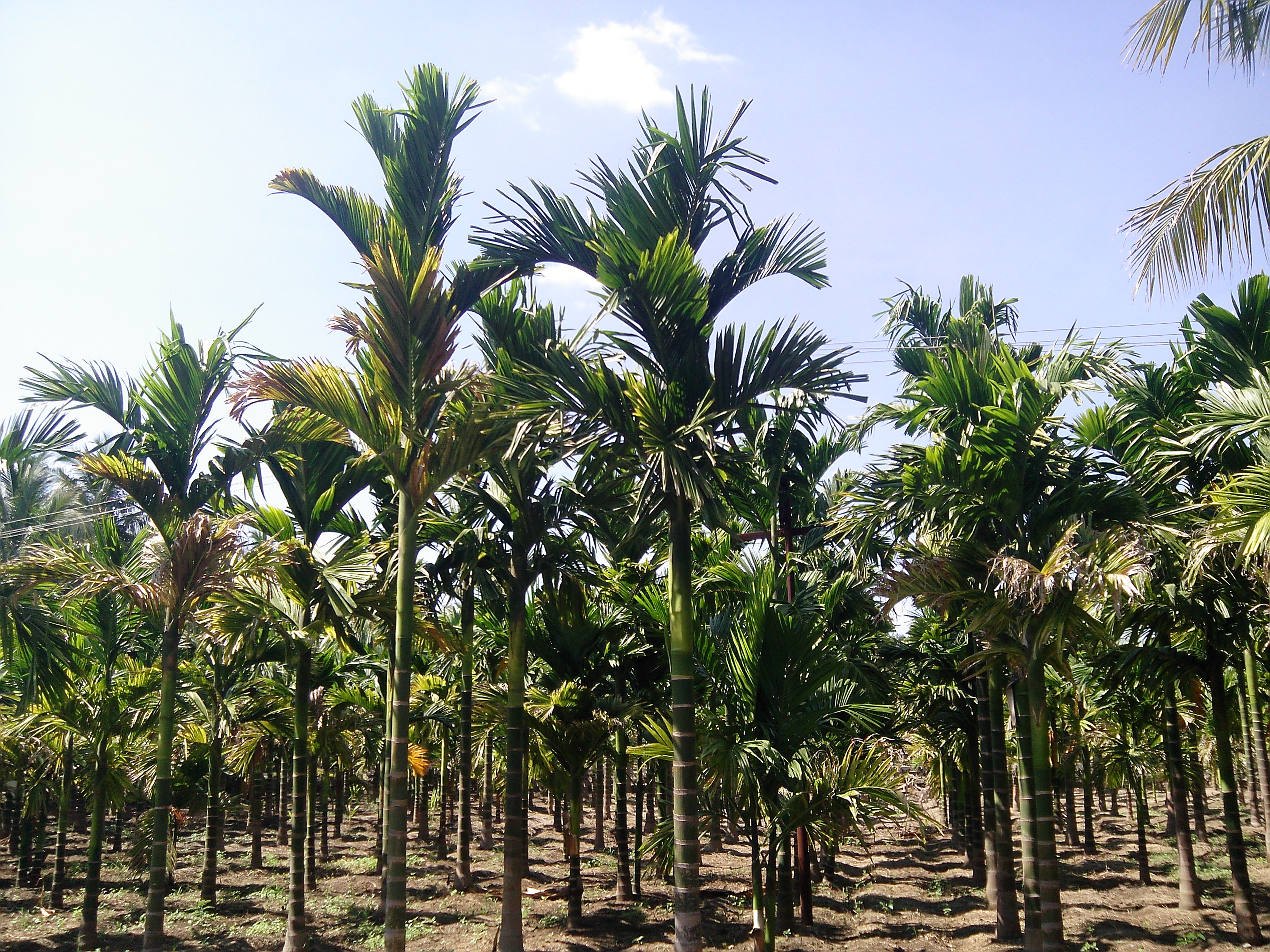
Culture d’aréquier

La plante se développe bien dans les forêts tropicales humides, en sous-bois. Elle est cultivée en Afrique (Tanzanie, Madagascar), Asie (Chine, Inde, Bangladesh, Indonésie, Malaisie, Papouasie etc.).
Le fruit de l’aréquier, appelé « noix d’arec » (ou de manière abusive « noix de bétel »), est une drupe, c’est-à-dire un fruit charnu à noyau, dont le péricarpe ligneux est enlevé et seul l’albumen de la graine est consommé.
L'aréquier s’est diffusé dans toute l’Asie du Sud-Est et dans le sud de l’Inde bien avant notre ère. Par contre, sa diffusion en Afrique de l’Est est plus tardive et serait due aux Persans après l’an mille. Quand les navigateurs portugais arrivent dans l’océan Indien à la fin du XVe siècle, l’aréquier était répandu jusqu’au sud de l’Arabie et sur les côtes de l’Afrique de l’Est, si l’on en croit le médecin botaniste portugais Garcia da Orta, installé à Goa en Inde qui indique « Parlons de ce que au Portugal on appelle avelā dā India [noisette d’Inde]...C’est ici (en Inde) un aliment commun pour manger avec du bétel, et là où il n’y a pas de bétel, on l’utilise aussi comme masticatoire avec du clou de girofle ».

## Histoire des usages
Au XVIe siècle, Garcia da Orta nous a laissé une description détaillée de la préparation de la chique de bétel et des usages locaux sur sa consommation sur la côte de Malabar (Inde du Sud-Ouest): 

« Les indiens l’apprécient tant que, comme le bétel a des nervures le long des feuilles, ils en prennent une dans la main et retire ces nervures avec l’ongle du pouce qu’ils ont taillé en pointe effilé pour cela,...ils plient alors la feuille et lui ajoute de la chaux en petite quantité, de l’arec en morceaux ou moulu, puis ils mâchent la feuille pliées trois ou quatre fois ; le premier jus qui de la couleur du sang, ils le crachent. Certains ne font pas ainsi mais mâchent tout tout de suite et prennent ensuite d’autres feuilles accommodées de la même manière »

— Garcia de Orta, Colloques des simples et des drogues de l'Inde (1563)
Les personnes qui ont mauvaise haleine qui se soucient de ne pas gêner leurs interlocuteurs, mâchent une chique de bétel

« Principalement quand les hommes vont parler à une personne de qualité afin d’avoir bonne haleine...Une femme qui doit avoir un commerce amoureux ne parle jamais avec un homme sans en avoir mâché auparavant et elles pensent qu’il est le principal entremetteur pour les noces de Vénus. »

— Garcia de Orta, Colloques des simples et des drogues de l'Inde (1563)
La chique de bétel fut au départ associée aux rituels de la naissance et de la mort, mais aussi des fiançailles et du mariage, elle fut par la suite associée à toutes les cérémonies et marque la conclusion d’un contrat ou d’un engagement. Dans une grande partie de l’Asie (Inde, Thaïlande, Malaisie) offrir la noix d’arec et la feuille de bétel remplit une fonction sociale essentielle.
Plusieurs centaines de millions de personnes sont des usagers réguliers de la chique de bétel.
L’introduction du tabac au XIXe siècle a fait régresser cet usage chez les hommes, et la chique de bétel est devenue une pratique féminine dans certaines régions. De nos jours, elle tend à être abandonnée par la jeunesse.

## Culture

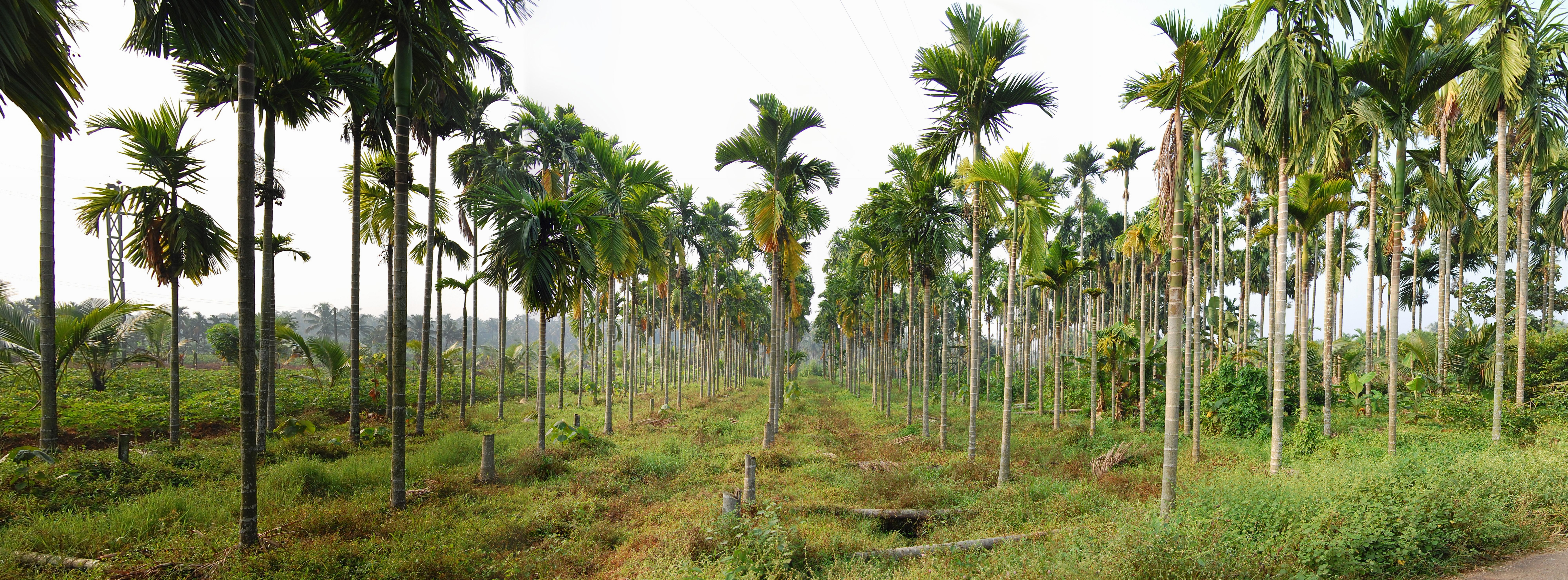
Plantation d’aréquiers au Kerala (Inde)

L’aréquier est cultivé en Inde, Indonésie, Malaisie, Philippines, Sri Lanka, Taiwan ainsi qu’en Afrique. L’Inde est le premier producteur mondial et le premier exportateur de noix d’arec (Rabha, Areca Nut Cultivation in Assam, 2021). Ses trois principales régions productrices de noix d'arec sont le Karnataka, le Kerala et l'Assam.
| Pays       | 2010      | 2021      |
| ---------- | --------- | --------- |
| Inde       | 478 000   | 1 563 000 |
| Bangladesh | 91 681    | 345 801   |
| Chine      | 131 737   | 95 536    |
| Indonésie  | 184 300   | 65 482    |
| Malaisie   | 650       | 38        |
| Monde      | 1 086 449 | 2 434 584 |

On observe que sur la dernière décennie (précisément 2010-2021), la production mondiale a plus que doublé, tirée principalement par l’Inde, et ensuite un peu par le Bangladesh, alors que la production de la Chine, de l’Indonésie et de la Malaisie ont reculé.
D'après l'enquête de terrain de Rabha, les plantations de palmiers d’arec dans le district Kamrup, en Assam (sur les rives du Brahmapoutre), sont pour plus de la moitié de très petites surfaces. Les plantations peuvent être associées à d’autres cultures, comme celles de l’ananas, du bétel, du poivrier noir, de la papaye, de légumes etc.
La première étape de la culture des noix d'arec consiste à niveler le sol et à clôturer les parcelles afin que les plants soient à l'abri des vaches, des chèvres et d'autres animaux. Les graines fraiches germent en 3 à 5 mois à une température de 24–28 °C. Les arbres cultivés donnent des récoltes entre l’âge de 6-7 ans et jusqu’à 40 ans, après quoi ils sont moins productifs mais ils peuvent vivre jusqu’à 60 ans.
La récolte se fait de septembre à janvier en Inde.
Étant donné l’énorme hauteur de l’aréquier (de 15 à 20 m soit la hauteur d’un bâtiment de 6-7 étages), la récolte est une activité dangereuse, demandant une grande habileté, confiée à des jeunes vigoureux et forts, âgés de 15 à 20 ans. Ils doivent monter régulièrement en haut de l’arbre à la force des jambes et des bras et une fois en haut, ils doivent couper les infrutescences. S’ils tombent, ils peuvent se blesser gravement ou se tuer. Chaque palmier possède 2 à 3 infrutescences bonnes à récolter, soit 150 à 250 fruits.
La noix d’arec est une drupe constituée d’une écale fibreuse (mésocarpe) et d’un endocarpe qui contient la graine (albumen, embryon, tégument). À la suite d’une préparation, la graine est consommée sous le nom de supari (सुपारी suparee, mot en langue hindi) en Inde.
L’étape suivante est le décorticage des noix qui est confié aux femmes et aux enfants. Deux méthodes sont employées : soit on fait bouillir puis on enlève l’écale, soit l’inverse. Puis les graines sont exposées au soleil, au plus une dizaine de jours, pour le séchage.
En Assam, les noix d’arec sont vendues sont diverses formes :
- la noix d’arec verte (le fruit pas encore mûr),
- la noix d’arec rouge (le fruit mûr),
- le supari blanc, variété blanche de la graine, est obtenu par décorticage des noix mûres puis leur séchage au soleil pendant au moins 12 jours
- le supari rouge peut être obtenu de deux manières : soit en faisant bouillir des noix d’arec vertes décortiquées, soit d’en l’ordre inverse, en décortiquant des noix vertes bouillies puis en les faisant sécher au soleil au moins 10 jours
- le Bura tamul (en bengali) : les noix d’arec sont soit mises dans un trou dans le sol de 60 à 90 cm de profondeur, couvert de feuilles et de terre, soit plongées dans de l’eau pendant 2 à 3 mois.

Les opérations décrites ci-dessus ont commencé à être mécanisées dans d’autres régions d’Inde.

## Utilisations

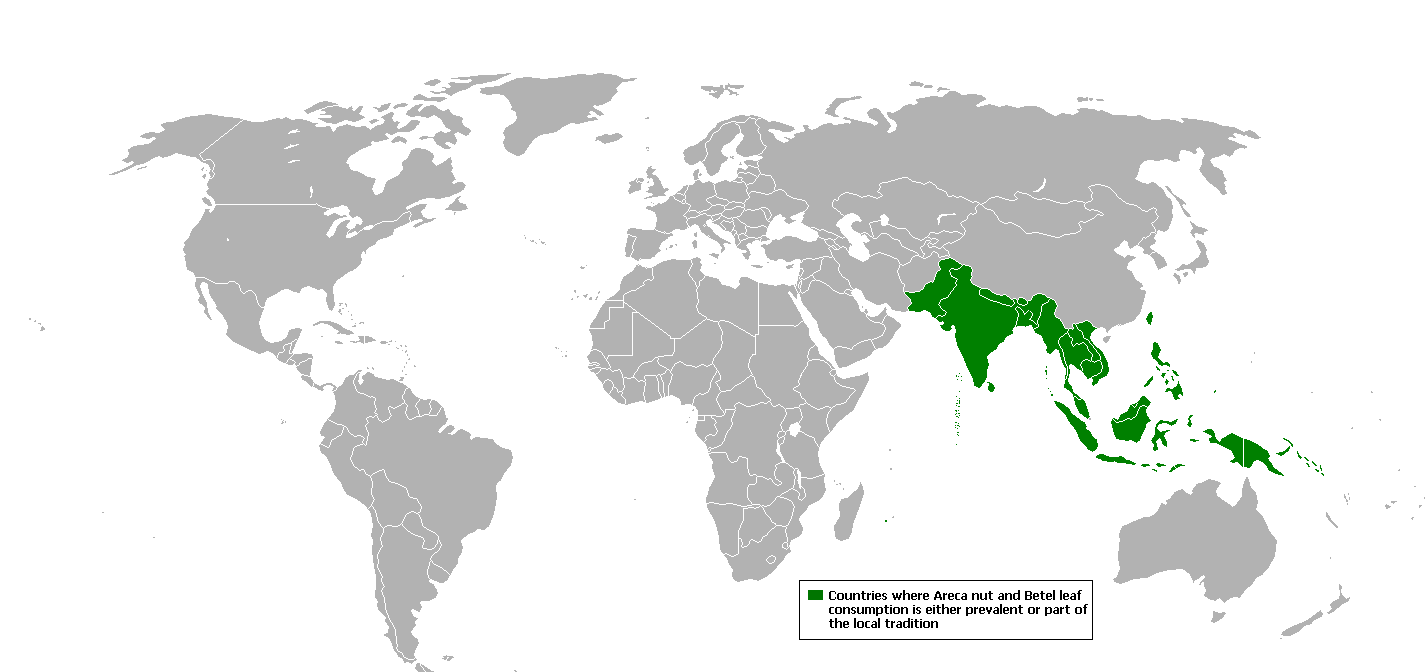
Pays consommant la noix d’arec et les feuilles de bétel

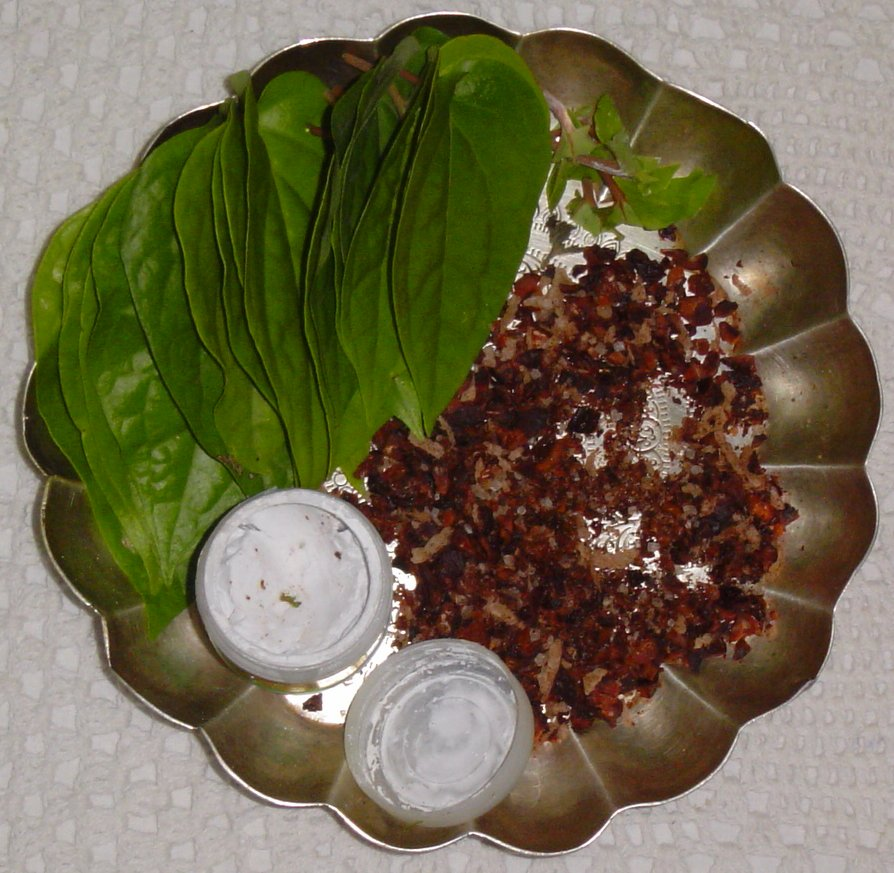
Ingrédient à chiquer: feuilles de bétel, noix d’arec (graines), et chaux

La noix d’arec est l’ingrédient tonique utilisé principalement dans la chique de bétel. Elle est associée avec de la chaux éteinte, et des épices ou aromates (graines de fenouil, de cardamome), de la noix de coco, selon le goût de chacun, le tout enveloppé dans une feuille de bétel. Seule, la noix d’arec a un goût amer et piquant. Par contre, la chique gardée en bouche pendant des heures, libère un liquide rouge et diffuse une odeur agréable et rafraichissante.
Plusieurs centaines de milliers d’habitants d’Inde et d’Asie du Sud-Est mâchent régulièrement des chiques de bétel. Elles coupent la faim et élimineraient les parasites intestinaux mais elles noircissent les dents et provoqueraient le cancer de la bouche. La salive se colore en rouge, ce qui a donné naissance à de nombreuses histoires de cannibalisme. En Thaïlande de nos jours, bien que l'on ne mâche plus guère de bétel, par tradition le fiancé offre de la noix d'arec et du bétel aux parents de sa future épouse. Mais les mœurs évoluent et, en 2017, le gouvernement de Taiwan a lancé une campagne contre l’addiction à la noix de bétel en finançant l'arrachage des aréquiers (AFP).
Les feuilles d'aréquier peuvent être utilisées pour fabriquer une variété de produits artisanaux, tels que des assiettes, des paniers, des nattes, des plateaux, des chapeaux, des éventails et des sacs.
La noix d'arec fait partie des herbes de la pharmacopée traditionnelle chinoise sous le nom 槟榔 bīngláng, ou  大腹皮 Dà Fù Pí pour le péricarpe seul.
La fleur de l'aréquier (槟榔花 bīnglánghuā) est cuisinée à Taïwan, entre autres sautée avec des filaments de porc. Ce palmier était autrefois utilisé pour le tannage des voiles de marines.